# Торсійна енергія

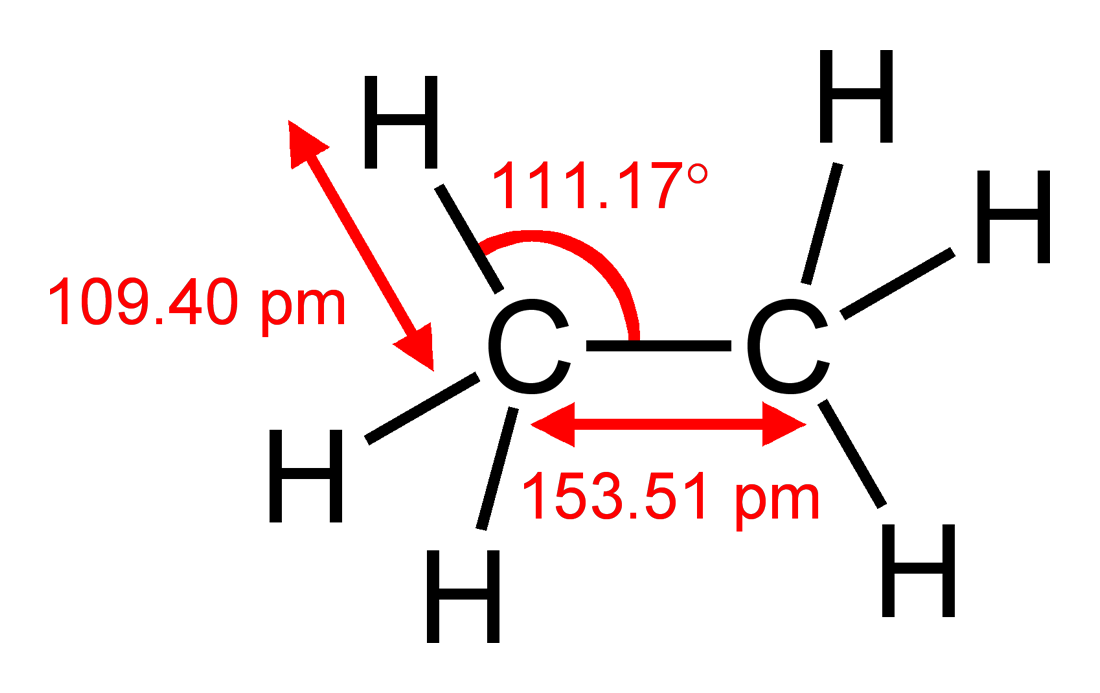
Структура молекули етану

Торсійна енергія (рос. торсионная энергия, англ. torsional energy) — енергетичний терм, що відповідає обертанню групи навколо одинарного хімічного зв'язку й залежить від величини даного діедрального кута.

## Реалізація торсійної енергії
У найчистішому вигляді реалізується в молекулі етану, яка практично вільна від інших типів внутрішньо-молекулярних напружень.

## Торсійний бар'єр
Різниця енергій між точками мінімуму й максимуму при обертанні навколо одинарного хімічного зв'язку, наприклад, С-С в етані 12.5 кДж моль−1.